# هوبرت هوركاتش
هوبرت هوركاتش (بالبولندية: Hubert Hurkacz) (مواليد 11 فبراير 1997 في فروتسواف)، هو لاعب كرة مضرب بولندي بدأ مسيرته كمحترف سنة 2015 يلعب باليد اليمنى ويحتل حالياً المرتبة رقم. 48 (27 مايو 2019) في تصنيف رابطة محترفي كرة المضرب. أعلى تصنيف له في الفردي كان المركز الـ 41 في سنة 2019. أعلى تصنيف له في الزوجي كان المركز الـ 266 في سنة 2018.

## روابط خارجية
- هوبرت هوركاتش على موقع رابطة محترفي التنس (الإنجليزية)
- هوبرت هوركاتش على موقع الاتحاد الدولي لكرة المضرب (الإنجليزية)
- هوبرت هوركاتش على موقع كأس ديفيز (الإنجليزية)
- هوبرت هوركاتش على موقع خلاصة التنس.كوم (الإنجليزية)
- هوبرت هوركاتش على موقع إي إس بي إن.كوم (الإنجليزية)
- هوبرت هوركاتش على موقع أوليمبيديا (الإنجليزية)